# Fodina infractafinis
Fodina infractafinis är en fjärilsart som beskrevs av Lucas 1895. Fodina infractafinis ingår i släktet Fodina och familjen nattflyn. Inga underarter finns listade i Catalogue of Life.